# Jérôme Bocuse
 (novembre 2021).
 (août 2019).
Si vous disposez d'ouvrages ou d'articles de référence ou si vous connaissez des sites web de qualité traitant du thème abordé ici, merci de compléter l'article en donnant les références utiles à sa vérifiabilité et en les liant à la section « Notes et références ».
Pour les articles homonymes, voir Bocuse.
Jérôme Bocuse est un chef cuisinier et un entrepreneur français né le 12 juin 1969
Fils de Paul Bocuse (1926-2018), il appartient à une lignée de chefs et de cuisiniers.
Il devient en 2015, président de Pôl Développement (Groupe Bocuse). 
Cette société  regroupe l'ensemble des Brasseries et Restaurants des Maisons Bocuse : les brasseries (Le Nord, Le Sud, L'Est, L'Ouest, Lumières, Louvre et Irma), les restaurants (Fond Rose et Marguerite), ainsi que les établissements Rendez-Vous et Bocuse Original Comptoir.
Jérôme Bocuse a acquis aux États-Unis et en France, une expérience de chef d’entreprise dans le domaine exigeant de la gastronomie. Son attachement à la marque créée par son père l'a encouragé à reprendre, en France, à la demande de son père, les rênes de l’entreprise. 
Ayant une vision partenariale du groupe, il associe ses proches collaborateurs au succès de l’entreprise. Il travaille dans un strict respect de la qualité de produits, le plus souvent d’origine Française. Soucieux d’aider les plus jeunes à embrasser les métiers de bouche, il donne, tant en France qu’à l’étranger, l'image du savoir-faire.
Afin de faire vivre le nom, il est vigilant sur les implantations d’établissements, ainsi que sur les nouveaux produits, en privilégiant le savoir-faire français.
Il a consolidé son ancrage aux Etats-Unis et en France ces dernières années. Il a renforcé les activités du groupe au Japon, où le nom Bocuse est iconique, en développant sa coopération avec le grand Chef Hiramatsu.
Il est le garant de la marque Paul Bocuse à travers le monde.

## Famille
Jérôme Bocuse est le fils de Paul Bocuse et de Raymone Carlut.  
Par son père, Jérôme Bocuse a une sœur aînée, Françoise, née en 1947, du mariage de Paul Bocuse et de Raymonde Duvert. Françoise est l'épouse du chocolatier-pâtissier lyonnais, Jean-Jacques Bernachon, fils de Maurice Bernachon.  
Jérôme Bocuse avait un père qui passait la plupart de son temps au travail. Il a toujours souhaité préserver son héritage. Il affirme : 

« Mon objectif est de préserver l’ADN et l’âme du concours influencé par Paul Bocuse. Je souhaite l’inscrire dans la continuité et préserver les valeurs défendues depuis l’origine par mon père, tout en cherchant en permanence de nouvelles évolutions possibles. »

Jérôme Bocuse vit aux États-Unis, auprès son épouse, Robin Passila Bocuse, anciennement Directrice des opérations de la chaîne hôtelière Hilton, et qui travaille dans l'immobilier. Leur fils, Paul, est né en 2007. 

## Formation
Jérôme Bocuse a fait sa scolarité chez les Maristes, sur la colline de Fourvière, à l’école Sainte-Marie de Lyon. 
Il passe son baccalauréat en 1987. 
Il intègre l'armée de l'air au Mont Verdun et valide son expertise dans les sports de glisse en tant que moniteur de ski. 
À l'âge de 20 ans, sur les conseils de son père, il va aux États-Unis étudier l'hôtellerie et la restauration. Il est diplômé du Culinary Institute of America, à New York en 1992,.
Il est titulaire d'un MBA en management d'hôtellerie à l'Université de Floride à Miami.

## Le pavillon français de l'EPCOT à Orlando en Floride

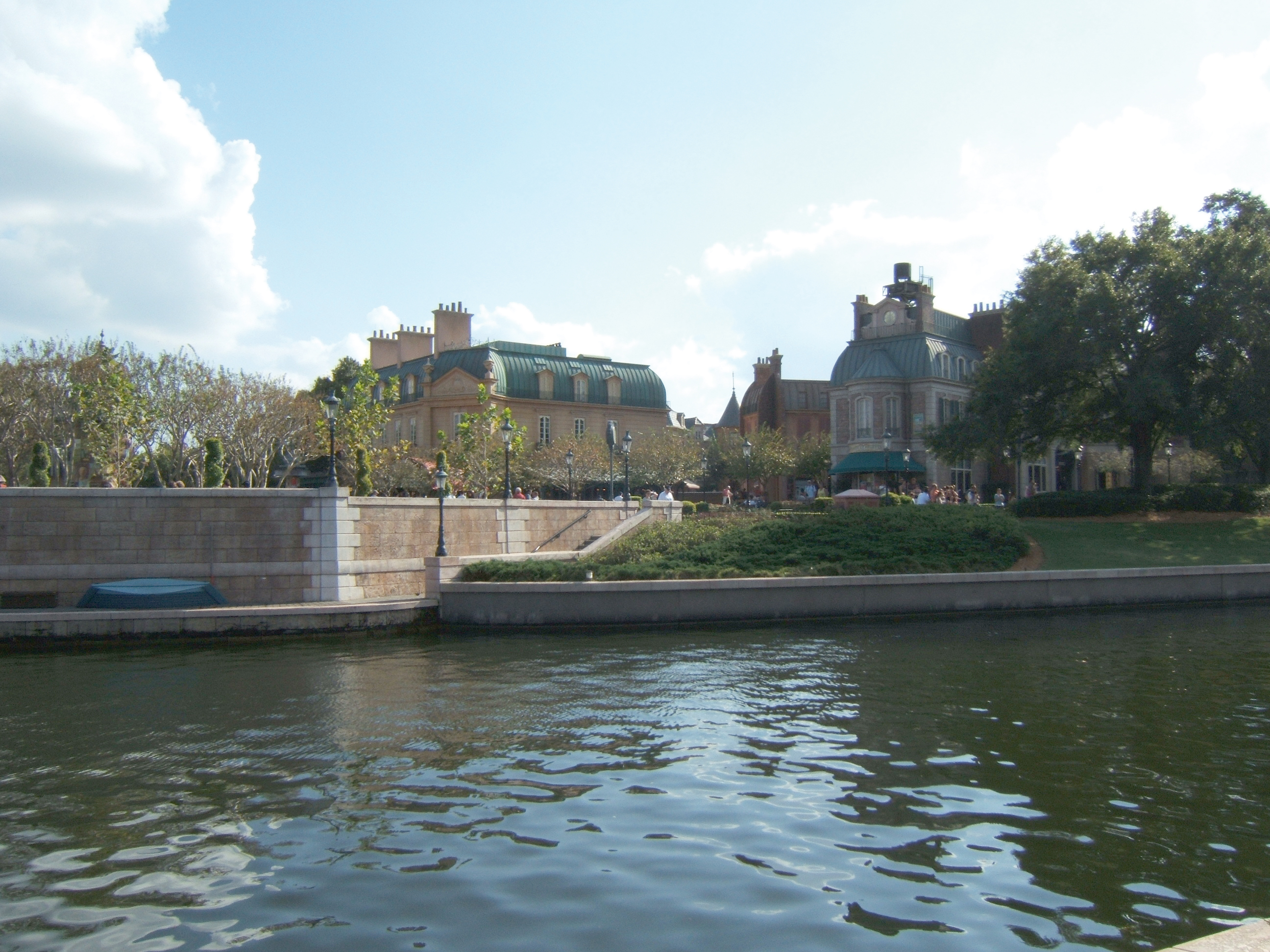
Parc EPCOT Center à Orlando: Pavillon français.

EPCOT est un parc à thème situé au Walt Disney World Resort (1971) près d’Orlando en Floride. Il a ouvert ses portes en 1982.
Ce projet permet à Walt Disney de concrétiser ses rêves et ses idées d'urbanisme et de solutions pour le futur. L'EPCOT se compose de plusieurs pavillons, chacun représentant un pays. Les visiteurs sont plongés dans l'atmosphère du pays : bâtiments emblématiques, décorations, restaurants avec plats typiques...
Paul Bocuse a participé à la création du Pavillon Français. Il est contacté en 1979 par un éditeur français de Walt Disney, qui souhaite ouvrir un restaurant français de qualité au sein du Pavillon Français. Paul Bocuse accepte et se fait accompagner par Roger Vergé et Gaston Lenôtre.
Le Pavillon Français met à l’honneur la France. On y retrouve le décor d’une ruelle parisienne du début du siècle, on peut y apercevoir une reproduction de la Tour Eiffel, les fameux lampadaires parisiens mais également des restaurants gastronomiques faisant la renommée de ce pavillon. On y trouve le fameux restaurant Chefs de France, restaurant traditionnel où sont servis des grands classiques français : escargots, soupe à l’oignon, pâté en croute. Il y a également un restaurant gastronomique,Monsieur Paul, avec à la carte des plats typiques du Chef Paul Bocuse, comme la Soupe aux truffes V.G.E.
En 1996, après sa formation à l’Université de Floride, Jérôme Bocuse rejoint le pôle restauration du pavillon français de l’EPCOT, à l’âge de 27 ans. 
En 2004 et 2005, les associés de Paul Bocuse, Roger Vergé et Gaston Lenôtre souhaitent se retirer. Jérôme Bocuse s'endette pour racheter les parts de l'entreprise et en prend la tête en 2006. Le Pavillon France d’EPCOT Center reçoit environ 1 500 clients chaque jour et compte environ 300 employés.
Depuis plus de 30 ans, Jérôme Bocuse se veut l’ambassadeur des arts culinaires français. 